# 李开先墓
李开先墓，位于中国山东省章丘市埠村镇东鹅庄村（原绿原村）东侧、济王公路南侧的李氏茔地内，为明代中叶的文学家和戏剧家李开先的墓葬。
李开先于明隆庆二年（1568年）2月因脾病于章丘家中逝世，但因明穆宗怀疑李开先早年曾参与阻挠其成为太子，直至万历二年（1574年）11月方得以下葬。茔地内李开先与其父母的墓冢分别位于东西两侧，其中李开先墓墓冢前依次为明崇祯二年（1629年）所立的“太常寺少卿中麓李公墓”墓碑、两方碑座（传原有无字碑，已不存，亦传尚未完成）、两侧分列翁仲和石虎、石羊、石马各一对的甬道，以及以三根平滑的条石相扣而成门状的简陋石坊，墓内的随葬品已遭盗掘。
1993年在墓前修建了李开先纪念馆，陈列有其画像、墓志铭（殷士儋所撰）及其不同版本的作品和相关研究资料。